# Plzeň (region)
Plzeň (tjeckiska: Plzeňský kraj, tyska: Pilsner Region) är en administrativ region (kraj) i västra Tjeckien. Regionens huvudort är Plzeň. Regionen hade 581 436 invånare vid folkräkningen år 2021, på en yta av 7 649,03 km².
Regionen är indelad i 501 kommuner.
Av regionens invånare är 94,13 % tjecker, 1,97 % slovaker, 1,94 % ukrainare, 0,94 % vietnameser, 0,41 % tyskar och 0,28 % mährer (2021).

## Distrikt
- Domažlice
- Klatovy
- Plzeň-jih
- Plzeň-město
- Plzeň-sever
- Rokycany
- Tachov